# У Бога свої плани
«У Бога свої плани» — російський телефільм 2012 режисера Дмитра Тюріна в жанрі соціальної драми. Головні ролі виконують Олена Захарова та Дмитро Орлов. Прем'єра відбулася 18 листопада 2012 на українському каналі «Інтер», на російському телебаченні був вперше показаний 20 лютого 2014 по Першому каналу. Сюжет побудований на історії сурогатної матері, якій рухає бажання розшукати народжених нею дітей.

## Зміст
П'ятнадцять років Настя Свєтлова займалася сурогатним виношуванням дітей. Пологи п'ятого немовляти були ускладнені. Лікарі зробили все можливе, врятували і дитину, і матір, але Настя втратила можливість мати дітей. Причому сталося це саме в той момент, коли 35-річна Свєтлова, нарешті, відчула в собі непереборне бажання народити власну дитину. Ця звістка привела Настю в повний відчай. Життя для неї втратило сенс. Вона вирішила покінчити з собою, але на самостійний крок не вистачило сміливості. Набрала в Інтернеті фразу: «Шукаю партнера для самогубства» і тут же отримала відповідь: «Я готовий. Де і коли?»

## Ролі
| Актор               | Роль                                                        |
| ------------------- | ----------------------------------------------------------- |
| Олена Захарова      | Настя Свєтлова                                              |
| Дмитро Орлов        | Антон Ординцев                                              |
| Олена Хмельницька   | подруга Насті Аліса Фокс - власниця модельного агентства    |
| Дмитро Астрахан     | Олег Романович Назаров власник клініки штучного запліднення |
| Олена Яковлєва      | мама Марини                                                 |
| Христина Кучеренко  | Марина                                                      |
| Євгенія Дмитрієва   | мама Кирила                                                 |
| Максим Юдін         | Кирил                                                       |
| Леонід Кутсар       | Вітчим Кирила                                               |
| Ганна Банщикова     | Зоя                                                         |
| Іларія Гребеннікова | Настя в дитинстві                                           |

## Создание
За словами режисера Дмитра Тюріна, він спочатку сумнівався в правильності згадки Бога в назві майбутнього фільму, але після прочитання сценарію зрозумів, що «кращої назви бути не може».
Для Олени Захарової ця роль стала першою появою на екрані після смерті дочки. За її власними словами, вона погодилася, не роздумуючи, сумніваючись тільки в своїй здатності зіграти у детдомовку, що народила п'ятьох дітей. І творці фільму, і сама актриса розуміли, що ця роль допоможе їй впоратися з пережитою трагедією. На думку психолога, актриса вирішила перенести свою життєву трагедію на екран.
Досить скрутними для актриси стали зйомки сцен на мосту Богдана Хмельницького, куди її героїня за сценарієм прийшла з наміром самогубства, та й сама думка зіграти самогубство віруючою актрисі давалися важко.
Дмитро Астрахан опинився на одному знімальному майданчику з Оленою Захаровою вже не в перший раз, однак раніше він виступав як режисер. За словами акушера-консультанта, сцена пологів, прийнятих актором, виглядала надто реалістично.
Оригамі, якими захоплюється Настя Свєтлова, актриса навчилася складати спеціально для фільму.
Епізоди дитбудинківського дитинства Насті передбачалося знімати в сьогоденні дитячому будинку, але режисерові не вдалося знайти Москві подібної установи з радянським інтер'єром, а забрати вихованців дитбудинку на кіностудію ніхто не дозволив.
Зйомки завершилися в наприкінці березня 2012 року.

## Нагороди
Прем'єра фільму відбулася 14 вересня 2012 року в рамках XXI кінофестивалі «Кіношок» у Анапі.

## Знімальна група
- Режисер — Дмитро Тюрін
- Сценарист — Алла Сніцар
- Продюсер — Юрій Сапронов
- Композитор — Максим Кошеваров